# Frederick Cook
Frederick Albert Cook (født 10. juni 1865, død 5. august 1940) var en amerikansk opdagelsesrejsende, polarforsker og uddannet læge og kirurg. Han er mest kendt for sin påstand om, at han nåede Nordpolen i 1908.

## Opvækst og familie
Cook blev født i Hortonville, New York. Hans forældre var Dr. Theodore A. og Magdalena Koch, nyligt indvandrede fra Tyskland, da Frederick blev født.
Cook studerede ved Columbia University og derefter New York University, hvor han blev uddannet som læge i 1890. I 1889 giftede han sig med Libby Forbes, som døde i barselseng i 1890. På sin 37. fødselsdag i 1902 giftede han sig med Marie Fidele Hunt, de fik en datter, Helen, og i 1923 blev parret skilt.

## Ekspeditioner
Cook var med som kirurg på Robert Pearys arktiske ekspedition 1891-92 til Grønland og på den belgiske antarktisekspedition i 1897-99, Belgica-ekspeditionen, som blev ledet af Adrien de Gerlache. Han bidrog kraftigt til, at ekspeditionens medlemmer overlevede den antarktiske vinter, da flere af besætningsmedlemmerne var ved at gå fra forstanden, og flere blev ramt af skørbug. Her mødte han Roald Amundsen, og de to fik et livslangt venskab. Begge havde stor respekt for den anden.
Efter et forsøg på at bestige Mount McKinley i 1903 forsøgte han igen at nå toppen tre år senere. I 1906 fik han æren for at være den første, som havde besteget toppen i andet forsøg. Dette blev nogle år senere afsløret som svindel. Efter Mount McKinley-ekspeditionen tog Cook tilbage til Arktis i 1907 på noget, som efter hvad han fortalte, udelukkende skulle være en jagtekspedition. Cook bestemte sig for at gøre et forsøg på at nå Nordpolen foråret 1908. Han tog kun to eskimoer med sig: Ahwelah og Etukishook. Cook hævdede at have nået Nordpolen den 21. april 1908 efter at have gået en rute nordpå fra Axel Heibergs land. Undervejs overlevede de på de dyr de kunne jage. Tilbageturen fra Nordpolen gik til Devon Island; videre krydsede de Nares Strait til en lille eskimoboplads, Annoatok på Grønland, som de nåede foråret 1909, næsten døde af sult. Hans påstand om at have nået Nordpolen, blev der sat mange spørgsmålstegn ved. Påstanden blev senere underkendt af en dansk kommission.
Cook kunne aldrig fremlægge pålidelige navigationsdagbøger eller andre beviser på, at han/de virkelig havde nået målet. Han havde efterladt sine dagbøger i varetægt hos en amerikansk jæger, Harry Whitney på Grønland, for ikke at tage risikoen ved at transportere dem videre med hundeslæde. Da Whitney forsøgte at bringe disse tilbage til USA på Pearys skib, nægtede Peary ham at tage dem med. Whitney efterlod bøgerne på Grønland, og de er aldrig senere kommet frem. Cooks eskimoledsagere har også givet afvigende oplysninger om, hvor de havde vandret sammen med Cook.
Dette, at både Cook og Peary gjorde krav på at have været førstemand på Nordpolen, førte til, at Roald Amundsen gjorde omfattende observationer undervejs på sin sydpolsekspedition for at udelukke enhver tvivl om, hvorvidt han havde nået Sydpolen.

## Efter ekspeditionerne
Efter at Cook havde lagt Arktis og polarekspeditionerne bag sig, begyndte han at lave forretninger og handel med olieaktier. I 1923 blev han dømt for aktiesvindel og sad fængslet til 1930. Amundsen hverken glemte sin gamle ven eller slog hånden af ham under disse omstændigheder, men besøgte ham under fængselsopholdet.